# Church of the Highlands

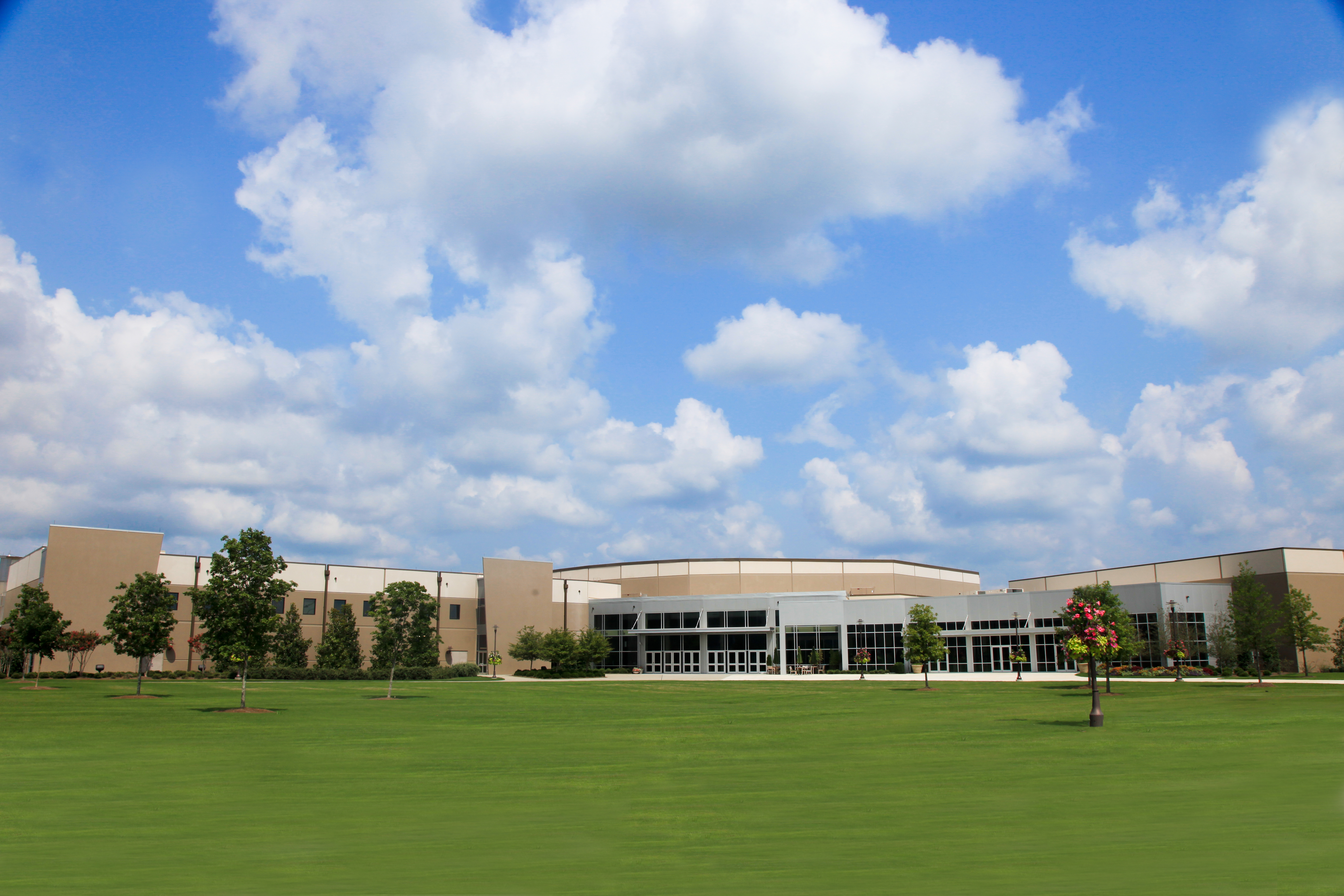
Grants Mill Campus, 2013

Church of the Highlands – megakościół ewangelikalny, z siedzibą w Birmingham, w USA. Kościół chociaż funkcjonuje jako bezdenominacyjny, ma charakter zielonoświątkowy. 
Został założony 4 lutego 2001 r. przez pastora Chrisa Hodgesa i grupę 34 osób. W 2018 roku z cotygodniową frekwencją 43,6 tys. osób został uznany za drugi co do wielkości megakościół w USA.
Choć pierwsza zbudowana lokalizacja i obecna siedziba główna znajduje się w Birmingham, Kościół rozgałęzia się na wiele kampusów w całym stanie Alabama. Jest też największym zgromadzeniem w stanie. Zgodnie z rocznym raportem Kościoła cotygodniowa frekwencja we wszystkich 21 oddziałach w 2019 roku wyniosła 52 163 osób. 